# Lijn D (metro van Praag)
Lijn D (de blauwe lijn) is een geplande Praagse metrolijn. In 2022 is de constructie begonnen, oplevering staat gepland voor 2031. Lijn D is gericht op het uitbreiden van de verbinding tussen het centrum en het zuiden van de stad. Uiteindelijk moet Lijn D van de wijk Písnice naar de wijk Vysočany lopen, via het hoofdstation. De bouw zal in meerdere fases gaan plaatsvinden, de eerste fase bestaat uit het traject van het zuidelijkste punt (Písnice) naar het hoofdstation.